# Чемпіонат Європи з хокею із шайбою 1911
Чемпіонат Європи з хокею із шайбою 1911 — 2-й чемпіонат Європи з хокею із шайбою, який проходив у Німеччині з 15 по 17 лютого 1911 року. Матчі проходили у Берліні.

## Результати
15 лютого
| Команда #1 | Результат | Команда #2 |
| ---------- | --------- | ---------- |
| Богемія    | 13:0      | Швейцарія  |
| Німеччина  | 6:0       | Бельгія    |

16 лютого
| Команда #1 | Результат | Команда #2 |
| ---------- | --------- | ---------- |
| Німеччина  | 1:4       | Богемія    |
| Бельгія    | 5:4       | Швейцарія  |

17 лютого
| Команда #1 | Результат | Команда #2 |
| ---------- | --------- | ---------- |
| Німеччина  | 10:0      | Швейцарія  |
| Богемія    | 3:0       | Бельгія    |

## Підсумкова таблиця

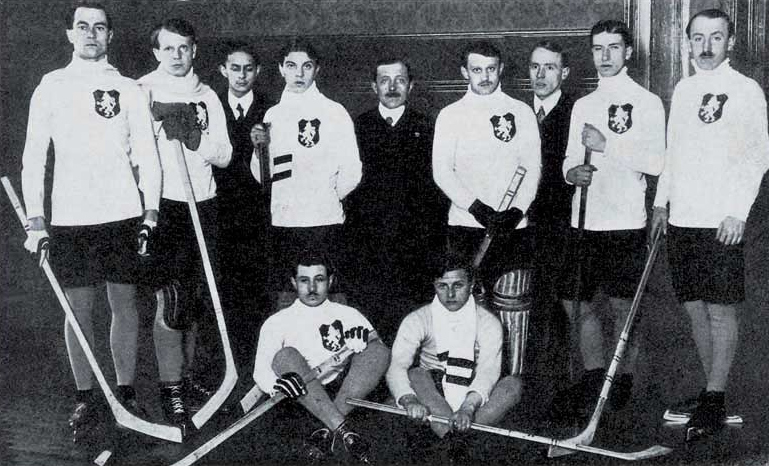
Чемпіони Європи збірна Богемії

|           | М | В | Н | П | Ш    | Очк |
| --------- | - | - | - | - | ---- | --- |
| Богемія   | 3 | 3 | 0 | 0 | 20:1 | 6   |
| Німеччина | 3 | 2 | 0 | 1 | 17:4 | 4   |
| Бельгія   | 3 | 1 | 0 | 2 | 5:13 | 2   |
| Швейцарія | 3 | 0 | 0 | 3 | 4:28 | 0   |

## Найкращий бомбардир
Ярослав Ярковський — 9 голів.
| Чемпіон Європи 1911 Богемія Перший титул |